# Eisschnelllauf-Sprintweltmeisterschaft 1992
Die 23. Eisschnelllauf-Sprintweltmeisterschaft wurde vom 29. Februar bis 1. März im norwegischen Oslo (Valle Hovin) ausgetragen.

## Wettbewerb
- 54 Sportler aus 14 Verbänden nahmen am Mehrkampf teil

| Teilnehmende Verbände                              | Teilnehmende Verbände                         | Teilnehmende Verbände                      |
| -------------------------------------------------- | --------------------------------------------- | ------------------------------------------ |
| Österreich Kanada Volksrepublik China Finnland GUS | Deutschland Ungarn Japan Niederlande Norwegen | Polen Rumänien Schweden Vereinigte Staaten |

### Frauen

#### Endstand
- Zeigt die zwölf erfolgreichsten Sportlerinnen der Sprint-WM

| Rang | Name                 | 1. Lauf 500 Meter | Pkt.  | 1. Lauf 1.000 Meter | Pkt.  | 2. Lauf 500 Meter | Pkt.  | 2. Lauf 1.000 Meter | Pkt.  | Gesamt- pkt. |
| ---- | -------------------- | ----------------- | ----- | ------------------- | ----- | ----------------- | ----- | ------------------- | ----- | ------------ |
| 1    | Ye Qiaobo            | 41,68 (5)         | 41,68 | 1:23,79 (1)         | 41,89 | 41,11 (2)         | 41,11 | 1:25,15 (1)         | 42,57 | 167,260      |
| 2    | Bonnie Blair         | 40,74 (1)         | 40,74 | 1:27,32 (10)        | 43,66 | 41,08 (1)         | 41,08 | 1:26,62 (9)         | 43,31 | 168,790      |
| 3    | Christa Luding       | 41,43 (2)         | 41,43 | 1:25,38 (2)         | 42,69 | 41,95 (6)         | 41,95 | 1:26,56 (8)         | 43,28 | 169,350      |
| 4    | Monique Garbrecht    | 41,71 (6)         | 41,71 | 1:27,01 (8)         | 43,50 | 41,86 (4)         | 41,86 | 1:25,69 (4)         | 42,84 | 169,920      |
| 5    | Anke Baier           | 42,21 (10)        | 42,21 | 1:26,27 (4)         | 43,13 | 42,13 (7)         | 42,13 | 1:25,32 (2)         | 42,66 | 170,135      |
| 6    | Angela Hauck         | 41,61 (3)         | 41,61 | 1:28,45 (20)        | 44,22 | 41,85 (3)         | 41,85 | 1:25,43 (3)         | 42,71 | 170,400      |
| 7    | Christine Aaftink    | 41,72 (7)         | 41,72 | 1:27,21 (9)         | 43,60 | 41,92 (5)         | 41,92 | 1:27,02 (12)        | 43,51 | 170,755      |
| 8    | Seiko Hashimoto      | 42,26 (12)        | 42,26 | 1:26,61 (5)         | 43,30 | 42,27 (8)         | 42,27 | 1:25,86 (5)         | 42,93 | 170,765      |
| 9    | Edel Therese Høiseth | 42,01 (8)         | 42,01 | 1:26,79 (7)         | 43,39 | 42,59 (11)        | 42,59 | 1:26,48 (6)         | 43,24 | 171,235      |
| 10   | Oxana Rawilowa       | 42,21 (10)        | 42,21 | 1:26,69 (6)         | 43,34 | 42,62 (12)        | 42,62 | 1:26,98 (10)        | 43,49 | 171,665      |
| 11   | Emese Hunyady        | 42,65 (19)        | 42,65 | 1:26,24 (3)         | 43,12 | 43,30 (19)        | 43,30 | 1:26,52 (7)         | 43,26 | 172,330      |
| 12   | Jelena Tjushnjakova  | 42,36 (15)        | 42,36 | 1:27,37 (11)        | 43,68 | 43,01 (16)        | 43,01 | 1:27,20 (13)        | 43,60 | 172,655      |

#### 1. Lauf 500 Meter
| Platz | Name                 | Land                | Zeit  | Punkte |
| ----- | -------------------- | ------------------- | ----- | ------ |
| 1     | Bonnie Blair         | Vereinigte Staaten  | 40,74 | 40,74  |
| 2     | Christa Luding       | Deutschland         | 41,43 | 41,43  |
| 3     | Angela Hauck         | Deutschland         | 41,61 | 41,61  |
| 4     | Kyoko Shimazaki      | Japan               | 41,63 | 41,63  |
| 5     | Ye Qiaobo            | Volksrepublik China | 41,68 | 41,68  |
| 6     | Monique Garbrecht    | Deutschland         | 41,71 | 41,71  |
| 7     | Christine Aaftink    | Niederlande         | 41,72 | 41,72  |
| 8     | Edel Therese Høiseth | Norwegen            | 42,01 | 42,01  |
| 9     | Noriko Toda          | Japan               | 42,05 | 42,05  |
| 10    | Anke Baier           | Deutschland         | 42,21 | 42,21  |
|       |                      |                     |       |        |
| 19    | Emese Hunyady        | Österreich          | 42,65 | 42,65  |
| 20    | Emese Antal          | Österreich          | 43,14 | 43,14  |

#### 1. Lauf 1.000 Meter
| Platz | Name                 | Land                | Zeit    | Punkte |
| ----- | -------------------- | ------------------- | ------- | ------ |
| 1     | Ye Qiaobo            | Volksrepublik China | 1:23,79 | 41,89  |
| 2     | Christa Luding       | Deutschland         | 1:25,38 | 42,69  |
| 3     | Emese Hunyady        | Österreich          | 1:26,24 | 43,12  |
| 4     | Anke Baier           | Deutschland         | 1:26,27 | 43,13  |
| 5     | Seiko Hashimoto      | Japan               | 1:26,61 | 43,30  |
| 6     | Oxana Rawilowa       | GUS                 | 1:26,69 | 43,34  |
| 7     | Edel Therese Høiseth | Norwegen            | 1:26,79 | 43,39  |
| 8     | Monique Garbrecht    | Deutschland         | 1:27,01 | 43,50  |
| 9     | Christine Aaftink    | Niederlande         | 1:27,21 | 43,60  |
| 10    | Bonnie Blair         | Vereinigte Staaten  | 1:27,32 | 43,66  |
|       |                      |                     |         |        |
| 20    | Angela Hauck         | Deutschland         | 1:28,45 | 44,22  |
| 21    | Emese Antal          | Österreich          | 1:29,10 | 44,55  |

#### 2. Lauf 500 Meter
| Platz | Name              | Land                | Zeit  | Punkte |
| ----- | ----------------- | ------------------- | ----- | ------ |
| 1     | Bonnie Blair      | Vereinigte Staaten  | 41,08 | 41,08  |
| 2     | Ye Qiaobo         | Volksrepublik China | 41,11 | 41,11  |
| 3     | Angela Hauck      | Deutschland         | 41,85 | 41,85  |
| 4     | Monique Garbrecht | Deutschland         | 41,86 | 41,86  |
| 5     | Christine Aaftink | Niederlande         | 41,92 | 41,92  |
| 6     | Christa Luding    | Deutschland         | 41,95 | 41,95  |
| 7     | Anke Baier        | Deutschland         | 42,13 | 42,13  |
| 8     | Seiko Hashimoto   | Japan               | 42,27 | 42,27  |
| 9     | Susan Auch        | Kanada              | 42,39 | 42,39  |
| 10    | Kyoko Shimazaki   | Japan               | 42,49 | 42,49  |
|       |                   |                     |       |        |
| 19    | Emese Hunyady     | Österreich          | 43,30 | 43,30  |
| 23    | Emese Antal       | Österreich          | 44,02 | 44,02  |

#### 2. Lauf 1.000 Meter
| Platz | Name                 | Land                | Zeit    | Punkte |
| ----- | -------------------- | ------------------- | ------- | ------ |
| 1     | Ye Qiaobo            | Volksrepublik China | 1:25,15 | 42,57  |
| 2     | Anke Baier           | Deutschland         | 1:25,32 | 42,66  |
| 3     | Angela Hauck         | Deutschland         | 1:25,43 | 42,71  |
| 4     | Monique Garbrecht    | Deutschland         | 1:25,69 | 42,84  |
| 5     | Seiko Hashimoto      | Japan               | 1:25,86 | 42,93  |
| 6     | Edel Therese Høiseth | Norwegen            | 1:26,48 | 43,24  |
| 7     | Emese Hunyady        | Österreich          | 1:26,52 | 43,26  |
| 8     | Christa Luding       | Deutschland         | 1:26,56 | 43,28  |
| 9     | Bonnie Blair         | Vereinigte Staaten  | 1:26,62 | 43,31  |
| 10    | Oxana Rawilowa       | GUS                 | 1:26,98 | 43,49  |
|       |                      |                     |         |        |
| 20    | Emese Antal          | Österreich          | 1:29,62 | 44,81  |

### Männer

#### Endstand
- Zeigt die zwölf erfolgreichsten Sportler der Sprint-WM

| Rang | Name                  | 1. Lauf 500 Meter | Pkt.  | 1. Lauf 1.000 Meter | Pkt.  | 2. Lauf 500 Meter | Pkt.  | 2. Lauf 1.000 Meter | Pkt.  | Gesamt- pkt. |
| ---- | --------------------- | ----------------- | ----- | ------------------- | ----- | ----------------- | ----- | ------------------- | ----- | ------------ |
| 1    | Igor Schelesowski     | 37,46 (1)         | 37,46 | 1:16,92 (1)         | 38,46 | 37,72 (1)         | 37,72 | 1:17,28 (1)         | 38,64 | 152,280      |
| 2    | Dan Jansen            | 37,92 (2)         | 37,92 | 1:17,78 (6)         | 38,89 | 37,92 (3)         | 37,92 | 1:19,04 (6)         | 39,52 | 154,250      |
| 3    | Toshiyuki Kuroiwa     | 37,99 (3)         | 37,99 | 1:17,75 (5)         | 38,87 | 37,99 (5)         | 37,99 | 1:18,85 (4)         | 39,42 | 154,280      |
| 4    | Yukinori Miyabe       | 38,55 (11)        | 38,55 | 1:17,72 (4)         | 38,86 | 37,98 (4)         | 37,98 | 1:18,28 (2)         | 39,14 | 154,530      |
| 5    | Yasunori Miyabe       | 38,60 (12)        | 38,60 | 1:17,66 (3)         | 38,83 | 37,88 (2)         | 37,88 | 1:19,16 (8)         | 39,58 | 154,890      |
| 6    | Gerard van Velde      | 38,44 (9)         | 38,44 | 1:18,44 (16)        | 39,22 | 38,06 (6)         | 38,06 | 1:18,80 (3)         | 39,40 | 155,120      |
| 7    | Nikolai Guljajew      | 38,29 (6)         | 38,29 | 1:18,07 (7)         | 39,03 | 38,47 (12)        | 38,47 | 1:18,95 (5)         | 39,47 | 155,270      |
| 8    | Wadim Schakschakbajew | 38,37 (7)         | 38,37 | 1:18,22 (10)        | 39,11 | 38,09 (7)         | 38,09 | 1:19,41 (12)        | 39,70 | 155,275      |
| 9    | Song Chen             | 38,21 (5)         | 38,21 | 1:18,88 (17)        | 39,44 | 38,35 (10)        | 38,35 | 1:19,17 (9)         | 39,58 | 155,585      |
| 10   | Nick Thometz          | 38,06 (4)         | 38,06 | 1:19,04 (19)        | 39,52 | 38,43 (11)        | 38,43 | 1:19,20 (10)        | 39,60 | 155,610      |
| 11   | Olaf Zinke            | 38,63 (15)        | 38,63 | 1:18,29 (13)        | 39,14 | 38,73 (13)        | 38,73 | 1:19,08 (7)         | 39,54 | 156,045      |
| 12   | Ådne Søndrål          | 39,50 (25)        | 39,50 | 1:17,04 (2)         | 38,52 | 38,95 (15)        | 38,95 | 1:19,47 (13)        | 39,73 | 156,705      |

#### 1. Lauf 500 Meter
| Platz | Name                  | Land                | Zeit  | Punkte |
| ----- | --------------------- | ------------------- | ----- | ------ |
| 1     | Igor Schelesowski     | GUS                 | 37,46 | 37,46  |
| 2     | Dan Jansen            | Vereinigte Staaten  | 37,92 | 37,92  |
| 3     | Toshiyuki Kuroiwa     | Japan               | 37,99 | 37,99  |
| 4     | Nick Thometz          | Vereinigte Staaten  | 38,06 | 38,06  |
| 5     | Song Chen             | Volksrepublik China | 38,21 | 38,21  |
| 6     | Nikolai Guljajew      | GUS                 | 38,29 | 38,29  |
| 7     | Wadim Schakschakbajew | GUS                 | 38,37 | 38,37  |
| 8     | Kevin Scott           | Kanada              | 38,43 | 38,43  |
| 9     | Gerard van Velde      | Niederlande         | 38,44 | 38,44  |
| 10    | Yuji Fujimoto         | Japan               | 38,46 | 38,46  |
|       |                       |                     |       |        |
| 15    | Olaf Zinke            | Deutschland         | 38,63 | 38,63  |
| 17    | Lars Funke            | Deutschland         | 38,76 | 38,76  |
| 19    | Jörg Wichmann         | Deutschland         | 38,92 | 38,92  |
| 24    | Roland Brunner        | Österreich          | 39,43 | 39,43  |
| 27    | Michael Hadschieff    | Österreich          | 39,81 | 39,81  |

#### 1. Lauf 1.000 Meter
| Platz | Name                  | Land               | Zeit    | Punkte |
| ----- | --------------------- | ------------------ | ------- | ------ |
| 1     | Igor Schelesowski     | GUS                | 1:16,92 | 38,46  |
| 2     | Ådne Søndrål          | Norwegen           | 1:17,04 | 38,52  |
| 3     | Yasunori Miyabe       | Japan              | 1:17,66 | 38,83  |
| 4     | Yukinori Miyabe       | Japan              | 1:17,72 | 38,86  |
| 5     | Toshiyuki Kuroiwa     | Japan              | 1:17,75 | 38,87  |
| 6     | Dan Jansen            | Vereinigte Staaten | 1:17,78 | 38,89  |
| 7     | Nikolai Guljajew      | GUS                | 1:18,07 | 39,03  |
| 8     | Yuji Fujimoto         | Japan              | 1:18,14 | 39,07  |
| 9     | Eric Flaim            | Vereinigte Staaten | 1:18,18 | 39,09  |
| 10    | Wadim Schakschakbajew | GUS                | 1:18,22 | 39,11  |
|       |                       |                    |         |        |
| 13    | Olaf Zinke            | Deutschland        | 1:18,29 | 39,14  |
| 14    | Jörg Wichmann         | Deutschland        | 1:18,35 | 39,17  |
| 18    | Lars Funke            | Deutschland        | 1:19,03 | 39,51  |
| 20    | Roland Brunner        | Österreich         | 1:19,22 | 39,61  |
| 21    | Michael Hadschieff    | Österreich         | 1:19,37 | 39,68  |

#### 2. Lauf 500 Meter
| Platz | Name                  | Land                | Zeit  | Punkte |
| ----- | --------------------- | ------------------- | ----- | ------ |
| 1     | Igor Schelesowski     | GUS                 | 37,72 | 37,72  |
| 2     | Yasunori Miyabe       | Japan               | 37,88 | 37,88  |
| 3     | Dan Jansen            | Vereinigte Staaten  | 37,92 | 37,92  |
| 4     | Yukinori Miyabe       | Japan               | 37,98 | 37,98  |
| 5     | Toshiyuki Kuroiwa     | Japan               | 37,99 | 37,99  |
| 6     | Gerard van Velde      | Niederlande         | 38,06 | 38,06  |
| 7     | Wadim Schakschakbajew | GUS                 | 38,09 | 38,09  |
| 8     | Alexander Golubew     | GUS                 | 38,20 | 38,20  |
| 9     | Guy Thibault          | Kanada              | 38,28 | 38,28  |
| 10    | Song Chen             | Volksrepublik China | 38,35 | 38,35  |
|       |                       |                     |       |        |
| 13    | Olaf Zinke            | Deutschland         | 38,73 | 38,73  |
| 14    | Lars Funke            | Deutschland         | 38,87 | 38,87  |
| 15    | Jörg Wichmann         | Deutschland         | 38,95 | 38,95  |
| 24    | Michael Hadschieff    | Österreich          | 39,56 | 39,56  |
| 27    | Roland Brunner        | Österreich          | 39,67 | 39,67  |

#### 2. Lauf 1.000 Meter
| Platz | Name               | Land                | Zeit    | Punkte |
| ----- | ------------------ | ------------------- | ------- | ------ |
| 1     | Igor Schelesowski  | GUS                 | 1:17,28 | 38,64  |
| 2     | Yukinori Miyabe    | Japan               | 1:18,28 | 39,14  |
| 3     | Gerard van Velde   | Niederlande         | 1:18,80 | 39,40  |
| 4     | Toshiyuki Kuroiwa  | Japan               | 1:18,85 | 39,42  |
| 5     | Nikolai Guljajew   | GUS                 | 1:18,95 | 39,47  |
| 6     | Dan Jansen         | Vereinigte Staaten  | 1:19,04 | 39,52  |
| 7     | Olaf Zinke         | Deutschland         | 1:19,08 | 39,54  |
| 8     | Yasunori Miyabe    | Japan               | 1:19,16 | 39,58  |
| 9     | Song Chen          | Volksrepublik China | 1:19,17 | 39,58  |
| 10    | Nick Thometz       | Vereinigte Staaten  | 1:19,20 | 39,60  |
|       |                    |                     |         |        |
| 15    | Roland Brunner     | Österreich          | 1:20,08 | 40,04  |
| 18    | Jörg Wichmann      | Deutschland         | 1:20,27 | 40,13  |
| 19    | Lars Funke         | Deutschland         | 1:20,35 | 40,17  |
| 20    | Michael Hadschieff | Österreich          | 1:20,43 | 40,21  |